# Kingos Kirke
Kingos Kirke ligger i på hjørnet af Bragesgade og Nannasgade på Nørrebro i Københavns Kommune.
Politikeren og tekstilfabrikant Holger Petersen gav grunden og tårnet til Kingos Kirke, der ligger på hjørnet af Nannasgade og Bragesgade på Ydre Nørrebro. Kirken er fra 1910, i middelalderstil og tegnet af arkitekten Kristoffer Varming, der også tegnede menighedshuset der blev tilbygget i 1927-28. Kirken har et særpræget alterbillede, der forestiller Jesus med barnet på armen på en baggrund bestående af Nørrebros huse og skorstene.
Kirken er opkaldt efter salmedigter og biskop Thomas Kingo, hvis våbenskjold findes i kirkens dåbsfad.

## Kirkebygningen
- Kingos Kirke

## Literatur
- Storbyens virkeliggjorte længsler ved Anne-Mette Gravgaard. Kirkerne i København og på Frederiksberg 1860-1940. Foreningen til Gamle Bygningers Bevaring 2001. ISBN 87-87546-18-3
- Kingos Kirke - en kernemenighed på Ydre Nørrebro set indefra. Af Finn Ellerbek. ISBN 978-8798793601

## Eksterne kilder og henvisninger
- Kingos Kirke hos KortTilKirken.dk